# Charbonnières-les-Varennes

Charbonnières-les-Varennes este o comună în departamentul Puy-de-Dôme, Franța. În 1 ianuarie 2022 avea o populație de 1.914 de locuitori.